# غفار سردابی
غفار سردابی (زادهٔ ۱۳۲۲ در کاشان) هنرمند برجستهٔ زیلوبافی و گنجینهٔ زندهٔ بشری این هنر است. وی بیش از ۶۰ سال است که به این هنر مشغول است و آثار وی در مساجد بالابازار، میدان (میرعماد) و جامع حبیب‌میرزا در کاشان، مساجدی در تهران و همچنین در مسجد حنانهٔ نجف اشرف وجود دارد.

## زندگی‌نامه
غفار سردابی هنر زیلوبافی را از سن ۷ سالگی، ابتدا نزد دایی خود و سپس در کارگاه زیلوبافی غلامرضا زیلوچیان آغاز کرد و به مدت ۱۳ سال نزد استاد حسن باباحسنی و ماشالله سردابی به یادگیری این هنر پرداخت. وی به‌طور همزمان با فراگیری مهارت بافت زیلو در کارخانجات حریر و مخمل کاشان مشغول به کار شد. او پس از بازنشستگی، از سال ۱۳۸۴ به همکاری با اداره میراث فرهنگی، صنایع دستی و گردشگری کاشان پرداخت. غفار سردابی علاوه بر بهره‌گیری از طرح و رنگ‌های متداول در این هنر، به واسطه خلاقیت، ابتکار و ذوق هنری خود توانست زیلوهایی در طرح و رنگ‌های متفاوت از جمله زیلوی ۳ رنگ و ۴ رنگ تولید کند. او قادر است همزمان سه نقشه و سه سجاده را یکجا ببافد و ۲۰ نقشهٔ زیلو را در حفظ دارد که هرکدام را از حفظ، از اول تا آخر می‌بافد.
وی تاکنون برندهٔ جوایز و افتخارهای گوناگونی شده‌است که از آن میان می‌توان به نشان «همای زرین» نخستین جشنواره بین‌المللی صنایع‌دستی کشور اشاره کرد. وی همچنین در چهارمین مراسم اعطای نشان مرغوبیت صنایع دستی یونسکو در تهران «مُهر اصالت یونسکو» دریافت کرد. غفار سردابی همچنین دارنده «نشان درجه دو هنری» از شورای ارزشیابی وزارت فرهنگ و ارشاد اسلامی و نیز دارای دو «نشان ملی مرغوبیت صنایع دستی» است.